# Zbory Boże w Togo
Zbory Boże Togo (fr. Assemblées de Dieu du Togo) – jeden z największych Kościołów protestanckich w państwie Togo i największy Kościół zielonoświątkowy będący oddziałem międzynarodowego stowarzyszenia Zborów Bożych. Według danych z 2022 roku liczy 418,5 tys. wiernych w 1960 zborach.

## Historia
Pierwsi zielonoświątkowi misjonarze przybyli w 1936 r. z sąsiedniego Burkina Faso, aby założyć Kościół na północy Togo, w prawie przygranicznym mieście Dapaong. W 1939 r. przybył pierwszy misjonarz amerykański. W 1956 roku Zbory Boże Togo i Dahomeju uzyskały niezależność od misji amerykańskiej.
Lata 1990-1991 wydają się być przełomowymi datami: od tego momentu rozwój ruchu zielonoświątkowego wyraźnie przyspieszył. W 1995 roku w Lomé powstała pierwsza zielonoświątkowa stacja radiowa „Radio Gospel”.